# Hohenlohe
O distrito de Hohenlohe (em alemão: Hohenlohekreis) é um distrito da Alemanha, na região administrativa de Estugarda, estado de Baden-Württemberg.

## Cidades e Municípios
- Cidades:

1. Forchtenberg
2. Ingelfingen
3. Krautheim
4. Künzelsau
5. Neuenstein
6. Niedernhall
7. Öhringen
8. Waldenburg

- Municípios:

1. Bretzfeld
2. Dörzbach
3. Kupferzell
4. Mulfingen
5. Pfedelbach
6. Schöntal
7. Weißbach
8. Zweiflingen